# Komitet Nauk o Finansach Polskiej Akademii Nauk
Komitet Nauk o Finansach Polskiej Akademii Nauk – jednostka organizacyjna Polskiej Akademii Nauk, utworzona w 2007 r. Powstała z inicjatywy przedstawicieli środowiska naukowego, zainteresowanych rozwijaniem dziedziny finansów.
Przewodniczącą Komitetu w kadencji 2015–2019 i 2020–2023 jest prof. dr hab. Małgorzata Zaleska.

## Główne zadania
- analiza i ocena stanu nauki oraz wypowiadanie się w sprawach polityki naukowej państwa, szczególnie kierunków rozwoju i priorytetów badawczych w dyscyplinie ekonomia i finanse,
- badania i studia w zakresie nauk o finansach,
- opracowanie standardów i opiniowanie programów nauczania,
- opracowanie ekspertyz i opinii naukowych,
- współdziałanie w upowszechnianiu wyników badań i prac naukowych oraz wprowadzaniu do praktyki społecznej i gospodarczej rezultatów badań w dyscyplinie ekonomia i finanse,
- ocena i wypowiadanie się w sprawach poziomu i potrzeb wydawnictw i czasopism naukowych w zakresie dyscypliny ekonomia i finanse oraz prowadzenie działalności wydawniczej,
- przeprowadzanie konkursu o nagrodę za wybitne osiągnięcia naukowe w zakresie finansów (od 2016 r. jest przyznawana przez Prezesa Polskiej Akademii Nauk),
- utworzenie i redagowanie czasopisma „Finanse” lub monografii cyklicznych na temat finansów,
- udzielanie rekomendacji konferencjom naukowym poświęconym tematyce finansowej,
- udzielanie rekomendacji podręcznikom i monografiom naukowym o tematyce finansowej.

## Historia
Komitet Nauk o Finansach PAN, działa przy Wydziale I Nauk Humanistycznych i Społecznych Polskiej Akademii Nauk. Po wielu miesiącach starań prof. Andrzeja Gospodarowicza, 20 marca 2007 r. sprawa powołania Komitetu stanęła na posiedzeniu Prezydium PAN. Wtedy też została podjęta Uchwała nr 5/2007 w sprawie utworzenia Komitetu Nauk o Finansach PAN. Kadencja Komitetu trwa 4 lata i historycznie obejmowała okresy: 2007–2010, 2011–2015, 2015–2019, 2020–2023. Od 2009 r. Komitet rozpoczął wydawanie czasopisma „Finanse”, a od 2008 r. organizuje Konkurs o Nagrodę Komitetu za wybitne osiągnięcia naukowe w zakresie finansów. Niekwestionowanym sukcesem Komitetu było powołanie dyscypliny finanse w ramach dziedziny nauki ekonomiczne. Dnia 20 maja 2010 r. pozytywną decyzję w tej kwestii, na wniosek Komitetu, podjęło Zgromadzenie Ogólne Centralnej Komisji ds. Stopni i Tytułów Naukowych.

## Nagroda Komitetu za wybitne osiągnięcia naukowe w zakresie finansów
Konkurs organizowany jest od 2008 roku. Od roku 2016 nagroda jest przyznawana przez Prezesa Polskiej Akademii Nauk. Jest organizowany, aby promować wybitne prace naukowe z zakresu finansów, przyczyniające się do rozwoju teorii oraz systemu finansów.
Konkurs organizowany jest od 2008 roku. Od roku 2016 nagroda jest przyznawana przez Prezesa Polskiej Akademii Nauk. Jest organizowany, aby promować wybitne prace naukowe z zakresu finansów, przyczyniające się do rozwoju teorii oraz systemu finansów.
Laureaci:
- Wiesława Przybylska-Kapuścińska(inne języki) (2008)
- Jan Krzysztof Solarz (2009)
- Monika Marcinkowska (2010)
- Irena Pyka (2011)
- Krzysztof Borowski (2012)
- Katarzyna Perez (2013)
- Andrzej Rzońca (2015)
- Konrad Raczkowski, Marian Noga, Jarosław Klepacki (2016)
- Krzysztof Waliszewski (2017)
- Dariusz Urban (2018)
- Tomasz Potocki (2019)
- Magdalena Zioło (2020–2021)[a]
- Małgorzata Pawłowska (2022)

## Czasopismo Finanse
W latach 2009–2019 Komitet był wydawcą czasopisma naukowego „Finanse” Misja czasopisma, którą było wspomaganie rozwoju badań naukowych m.in. poprzez prezentację nowych ujęć teoretycznych oraz rozwijanie i propagowanie wiedzy z zakresu finansów, jest kontynuowana w ramach Cyklu monografii „Finanse”.

## Skład IV kadencji (2020–2023)
Źródło: oficjalna strona
Przewodnicząca
- Prof. dr hab. Małgorzata Zaleska – Szkoła Główna Handlowa w Warszawie, członek korespondent PAN

Zastępcy przewodniczącego
- Prof. dr hab. Leszek Dziawgo(inne języki) – Uniwersytet Mikołaja Kopernika w Toruniu
- Dr hab. Jan Koleśnik, prof. SGH – Szkoła Główna Handlowa w Warszawie

Pozostali członkowie prezydium
- Prof. dr hab. Stanisław Flejterski – Wyższa Szkoła Bankowa w Poznaniu
- Prof. dr hab. Stanisław Owsiak – Uniwersytet Ekonomiczny w Krakowie
- Dr hab. Krzysztof Waliszewski, prof. UEP – Uniwersytet Ekonomiczny w Poznaniu

Pozostali członkowie komitetu
- Prof. dr hab. Aurelia Bielawska – Uniwersytet Szczeciński
- Dr hab. Teresa Czerwińska, prof. UW – Uniwersytet Warszawski
- Prof. dr hab. Beata Filipiak – Uniwersytet Szczeciński
- Prof. dr hab. Jerzy Gajdka(inne języki) – Uniwersytet Łódzki
- Prof. dr Stanisław Gomułka – członek korespondent PAN
- Dr hab. Marcin Gospodarowicz, prof. SGH – Szkoła Główna Handlowa w Warszawie
- Prof. dr hab. Janina Harasim(inne języki) – Uniwersytet Ekonomiczny w Katowicach
- Dr hab. Aneta Hryckiewicz-Gontarczyk, prof. ALK – Akademia Leona Koźmińskiego w Warszawie
- Prof. dr hab. Małgorzata Iwanicz-Drozdowska – Szkoła Główna Handlowa w Warszawie
- Prof. dr hab. Alfred Janc – Uniwersytet Przyrodniczy w Poznaniu
- Prof. dr hab. inż. Dorota Korenik – Uniwersytet Ekonomiczny we Wrocławiu
- Dr hab. Jacek Lisowski, prof. UEP – Uniwersytet Ekonomiczny w Poznaniu
- Prof. dr hab. Teresa Lubińska – Uniwersytet Szczeciński
- Dr hab. Kamilla Marchewka-Bartkowiak, prof. UEP – Uniwersytet Ekonomiczny w Poznaniu
- Prof. dr hab. Monika Marcinkowska – Uniwersytet Łódzki
- Dr hab. Paweł Niedziółka, prof. SGH – Szkoła Główna Handlowa w Warszawie
- Prof. dr hab. Jerzy Nowakowski
- Dr hab. Małgorzata Olszak, prof. UW – Uniwersytet Warszawski
- Prof. dr hab. Leszek Patrzałek(inne języki) – Uniwersytet Ekonomiczny we Wrocławiu
- Prof. dr hab. Irena Pyka – Uniwersytet Ekonomiczny w Katowicach
- Prof. dr hab. Maria Sierpińska – Akademia Ekonomiczno-Humanistyczna w Warszawie
- Dr hab. Jolanta Szołno-Koguc, prof. UMCS – Uniwersytet Marii Curie-Skłodowskiej w Lublinie
- Prof. dr hab. Adam Szyszka – Szkoła Główna Handlowa w Warszawie
- Prof. dr hab. Jerzy Węcławski – Uniwersytet Marii Curie-Skłodowskiej w Lublinie
- Dr hab. Magdalena Zioło, prof. US – Uniwersytet Szczeciński
- Prof. dr hab. Marian Żukowski – Katolicki Uniwersytet Lubelski Jana Pawła II w Lublinie

Honorowy przewodniczący
- Prof. dr hab. Andrzej Gospodarowicz Uniwersytet Ekonomiczny we Wrocławiu